# Hippasa madraspatana
Hippasa madraspatana är en spindelart som beskrevs av Gravely 1924. Hippasa madraspatana ingår i släktet Hippasa och familjen vargspindlar. Inga underarter finns listade i Catalogue of Life.